# 荣邦乡
荣邦乡，是中华人民共和国海南省白沙黎族自治县下辖的一个乡镇级行政单位。

## 行政区划
荣邦乡下辖以下地区：
高峰村、俄朗村、福英村、岭尾村和光村。